# Jennifer Miller

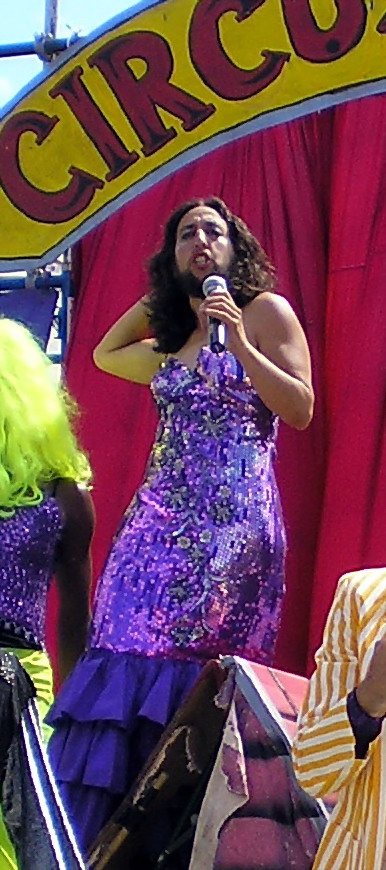
Jennifer Miller

Jennifer Miller (* 1961) ist eine US-amerikanische Zirkus-Entertainerin, Schriftstellerin und Professorin am Pratt Institute in New York City. Sie ist bekannt als Bartfrau, Jongleurin, und Feuerschluckerin.
Miller ist die jüngste Tochter jüdischer konvertierter Quäker und wuchs in Connecticut und Kalifornien auf. Miller begann ihr Engagement in der Darstellenden Kunst und dem Theater während der High-School-Zeit, seit den frühen 80er Jahren gehörte sie zur Tanzszene in der New Yorker Downtown. In ihrer Karriere als Darstellende Künstlerin, die sich über 20 Jahre erstreckt, trat sie mit zahlreichen Choreographen und Tänzern, verschiedenen Zirkussen und in der Coney Island SideShow auf.
1989 gründete sie die gefeierte politische New Yorker Darstellertruppe Circus Amok, die sie seither leitet. Im Mittelpunkt stand sie auch in dem Dokumentarfilm Juggling Gender von Tami Gold, über den Circus Amok wurden zahlreiche weitere Dokumentarfilme gedreht. Miller erfährt umfangreiche Anerkennung für ihre Arbeit, sie ist Trägerin verschiedener Preise, u. a. des Obie, Bessie, BAX 10 und jüngst des Ethyl Eichelberger Award. Derzeit unterrichtet sie in New York am Pratt Institute, sie hat außerdem an anderen Universitäten gelehrt, so an der UCLA, Cal Arts, am Scripps College, und an der New York University.